# Tauriac-de-Naucelle
Tauriac-de-Naucelle é uma comuna francesa na região administrativa de Occitânia, no departamento de Aveyron. Estende-se por uma área de 21,59 km². Em 2010 a comuna tinha 379 habitantes (densidade: 17,6 hab./km²).